# إم تي في كلاسيك (قناة تلفزيونية أمريكية)
إم تي في كلاسيك (بالإنجليزية: MTV Classic)‏ هي قناة تلفزيونية أمريكية مدفوعة مملوكة لشركة شبكات فاياكوم سي بي إس الإعلامية المحلية. تم إطلاقها في عام 1998 باسم في إتش 1 سموث، كانت قناة جاز وموسيقى معاصرة للبالغين. أعيد إطلاق القناة باسم في إتش 1 كلاسيك روك في عام 1999 (أعيدت تسميتها لاحقًا إلى في إتش 1 كلاسيك)، كانت تركز على موسيقى الروك الكلاسيكية. في 1 أغسطس 2016، تكريمًا لذكرى إم تي في الخامسة والثلاثين، تم تغيير اسم القناة إلى إم تي في كلاسيك، وهي تعرض الآن حصريًا مقاطع فيديو موسيقية من جميع أنواع الموسيقى من عقد الثمانينيات (1980–1989) إلى عقد العشريات (2010–2019).